# Liste der denkmalgeschützten Objekte in Schwarzenbach (Niederösterreich)
Die Liste der denkmalgeschützten Objekte in Schwarzenbach enthält die 6 denkmalgeschützten unbeweglichen Objekte der Gemeinde Schwarzenbach im niederösterreichischen Bezirk Wiener Neustadt-Land.

## Denkmäler
| Foto |                 | Denkmal                                                                | Standort                                            | Beschreibung | Metadaten |
| ---- | --------------- | ---------------------------------------------------------------------- | --------------------------------------------------- | --- | --- |
| ja   | Datei hochladen | Figurenbildstock hl. Johannes Nepomuk HERIS-ID: 30448 Objekt-ID: 27193 | gegenüber Markt 5 Standort KG: Schwarzenbach        | Vor der Kirche situiert und mit 1763 bezeichnet. | BDA-Hist.: Q37934038 Status: § 2a Stand der BDA-Liste: 2025-06-30 Name: Figurenbildstock hl. Johannes Nepomuk GstNr.: .72 |
| ja   | Datei hochladen | Kath. Pfarrkirche hl. Bartholomäus HERIS-ID: 30444 Objekt-ID: 27189    | bei Markt 45 Standort KG: Schwarzenbach             | Eine spätbarocke Saalkirche aus dem Jahr 1767, die von 1964 bis 1967 erweitert wurde. | BDA-Hist.: Q14544751 Status: § 2a Stand der BDA-Liste: 2025-06-30 Name: Kath. Pfarrkirche hl. Bartholomäus GstNr.: .72 Pfarrkirche Schwarzenbach (Niederösterreich) |
| ja   | Datei hochladen | Mariensäule HERIS-ID: 30447 Objekt-ID: 27192                           | gegenüber Markt 47 Standort KG: Schwarzenbach       | Eine barocke Madonna-Statue auf einem geschuppten quadratischen Schaft ist mit 1679 datiert. | BDA-Hist.: Q37934019 Status: § 2a Stand der BDA-Liste: 2025-06-30 Name: Mariensäule GstNr.: 1823/2 |
| ja   | Datei hochladen | Burgruine Schwarzenbach HERIS-ID: 111407 Objekt-ID: 129240             | Schlossberg Standort KG: Schwarzenbach              | Eine ehemalige weitläufige Anlage aus dem 14. bis 17. Jahrhundert. | BDA-Hist.: Q699839 Status: Bescheid Stand der BDA-Liste: 2025-06-30 Name: Burgruine Schwarzenbach GstNr.: 882/2 Burgruine Schwarzenbach |
| ja   | Datei hochladen | Befestigte Höhensiedlung Burgstall HERIS-ID: 30450 Objekt-ID: 27195    | östlich Trift 3 Standort KG: Schwarzenbach          | Die urzeitliche Höhensiedlung war mit einer Innenfläche von rund 15 ha eine der größten keltischen Wallanlagen auf dem Gebiet des heutigen Österreich. Ein Teilbereich ist als Freilichtmuseum gestaltet. | BDA-Hist.: Q1643654 Status: Bescheid Stand der BDA-Liste: 2025-06-30 Name: Befestigte Höhensiedlung Burgstall GstNr.: 1592/2, 1593/1, 1593/2, 1593/3, 1593/4, 1593/5, 1593/6, 1593/7, 1593/8, 1595/1, 1595/2, 1595/3, 1597, 1598, 1599, 1600/1, 1600/2, 1668/18, 1668/24, 1668/25, 1668/26, 1668/28, 1668/29, 1668/30, 1668/31, 1668/32, 1668/33, 1668/34, 759/2, 760/1, 762, 763 Keltendorf Schwarzenbach |
| ja   | Datei hochladen | Sog. Bründlkapelle HERIS-ID: 30449 Objekt-ID: 27194                    | nordöstlich Unterort 111 Standort KG: Schwarzenbach | Eine Rechteckkapelle mit Dachreiter aus der Mitte des 19. Jahrhunderts, die an der Stelle eines alten Heiligtums errichtet wurde.                                                                         | BDA-Hist.: Q1895742 Status: § 2a Stand der BDA-Liste: 2025-06-30 Name: Sog. Bründlkapelle GstNr.: 1588/12 |